# Heather Tullman
Heather Tullman es una deportista estadounidense que compitió en taekwondo. Ganó una medalla de plata en el Campeonato Panamericano de Taekwondo de 1992 en la categoría de –65 kg.

## Palmarés internacional
| Campeonato Panamericano | Campeonato Panamericano           | Campeonato Panamericano | Campeonato Panamericano |
| Año                     | Lugar                             | Medalla                 | Categoría               |
| ----------------------- | --------------------------------- | ----------------------- | ----------------------- |
| 1992                    | Colorado Springs (Estados Unidos) | Medalla de plata        | –65 kg                  |